# Kościół w Gothem
Kościół w Gothem – świątynia należąca do diecezji Visby Kościoła Szwecji. Znajduje się we wschodniej części Gotlandii.

## Architektura
Obecna budowla sakralna w Gothem to prawdopodobnie trzecia świątynia w tym miejscu. Pierwsza była drewniana (być może klepkowa). Drugi kościół był już murowany, w stylu romańskim. Przebudowa świątyni do obecnego kształtu trwała od początku XIII do połowy XIV wieku. Od tamtego czasu do dziś nie uległa ona większym przemianom.
Charakterystyczną cechą tej świątyni jest wysoka i smukła wieża od strony zachodniej, zbudowana przez warsztat Egypticusa. Mieści ona w sobie 1 dzwon.

## Wnętrze

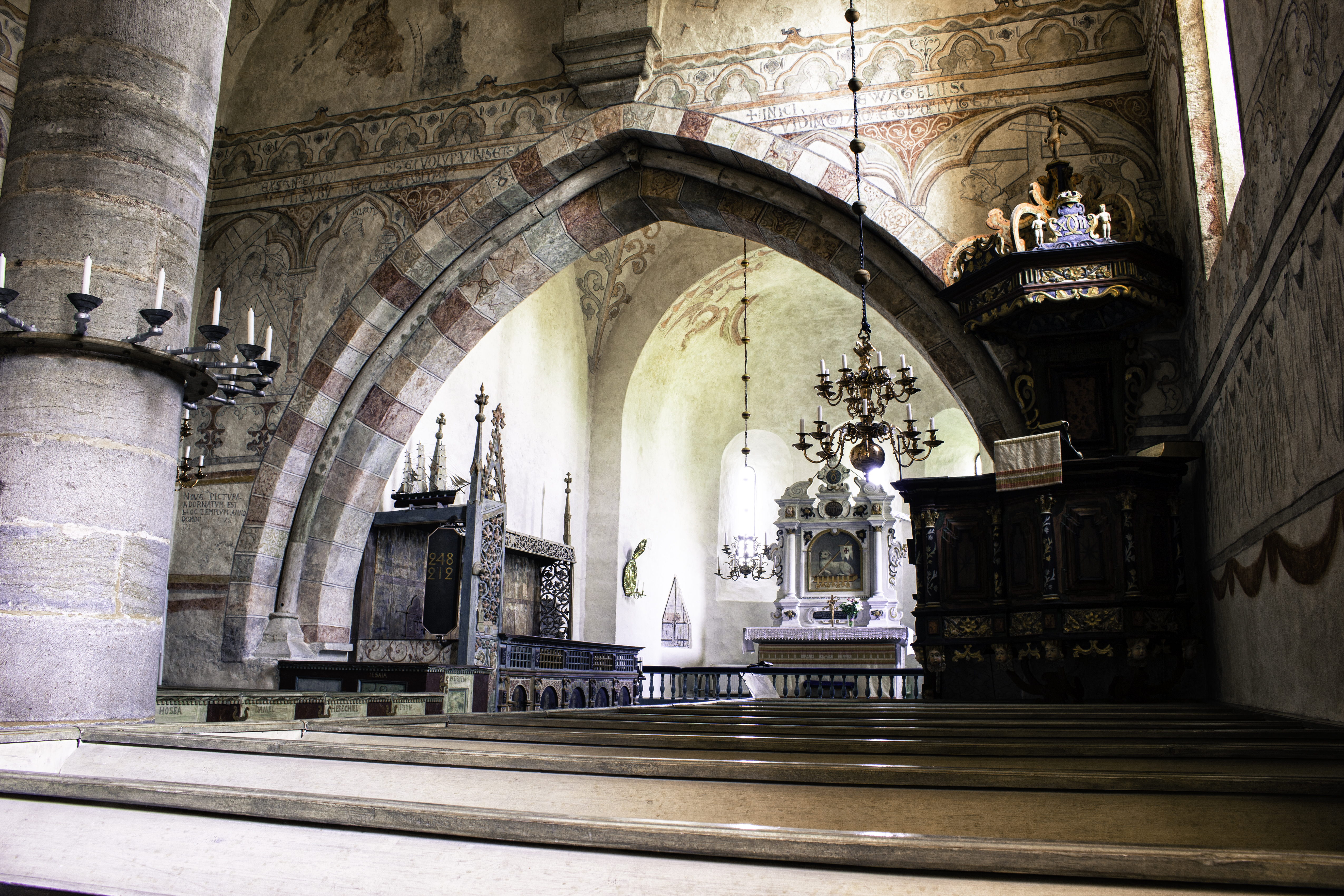
Wnętrze kościoła

W nawie znajduje się pojedyncza kolumna podtrzymująca strop. Prezbiterium kończy się absydą. Podczas renowacji w latach 50. XX wieku odkryto we wnętrzu średniowieczne freski. Obecnie są one dominującą cechą wnętrza świątyni. Są to malowidła przedstawiające sceny biblijne, różne postaci (np. walczących rycerzy), a także motywy ozdobne. Jeden z odkrytych fresków wywołał nawet poruszenie wśród opinii publicznej. Przedstawia bowiem św. Krzysztofa niosącego Dzieciątko Jezus pomiędzy papieżem a Mahometem. Poruszenie wywołało przedstawienie Mahometa, uznane przez niektórych za wyraźną karykaturę. Freski pochodzą z około 1300 roku i zostały wykonane najprawdopodobniej przez nieznanego niemieckiego artystę.
Ława w prezbiterium pochodzi z pierwszej połowy XIV wieku. Dzwon kościelny powstał w 1374 roku. Pozostałe wyposażenie świątyni jest późniejsze i prezentuje styl barokowy. Ołtarz z piaskowca powstał w 1689 roku. Ambona jest z 1709 roku. Ławki z kolei powstały w 1664 roku, a w 1680 roku zostały ozdobione malowidłami proroków Starego Testamentu oraz różnych mitycznych istot.

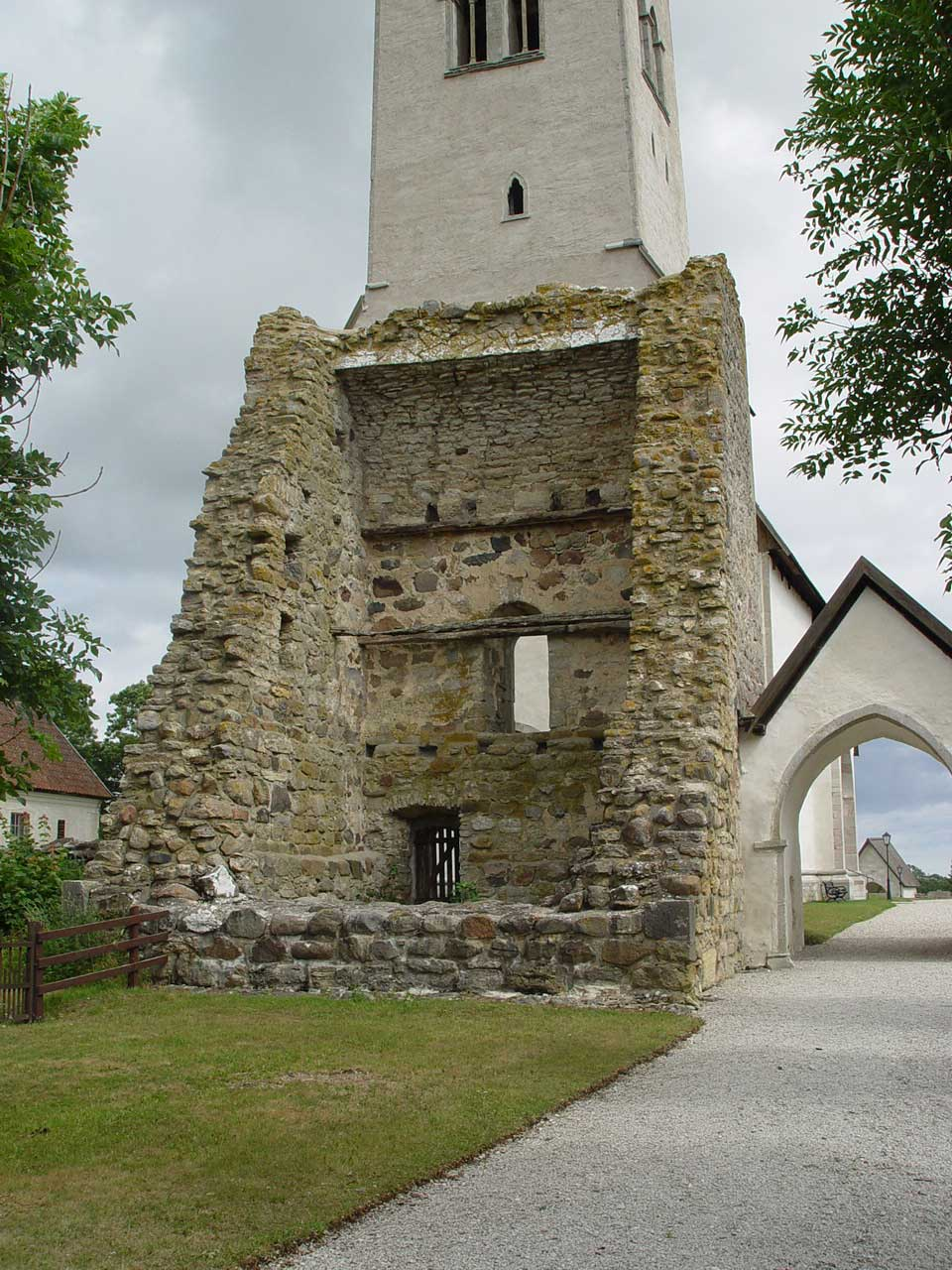
Wieża obronna (2005)

W pobliżu kościoła znajdują się stosunkowo dobrze zachowane ruiny wieży obronnej z XII wieku, zbudowanej w celu ochrony miejscowej ludności przed różnymi zagrożeniami.